# Szent György-templom (Szásztörpény)
A szásztörpényi Szent György-templom, korábban evangélikus templom műemlékké nyilvánított épület Romániában, Beszterce-Naszód megyében. A romániai műemlékek jegyzékében a BN-II-a-A-01716 sorszámon szerepel.